# Kunstareal

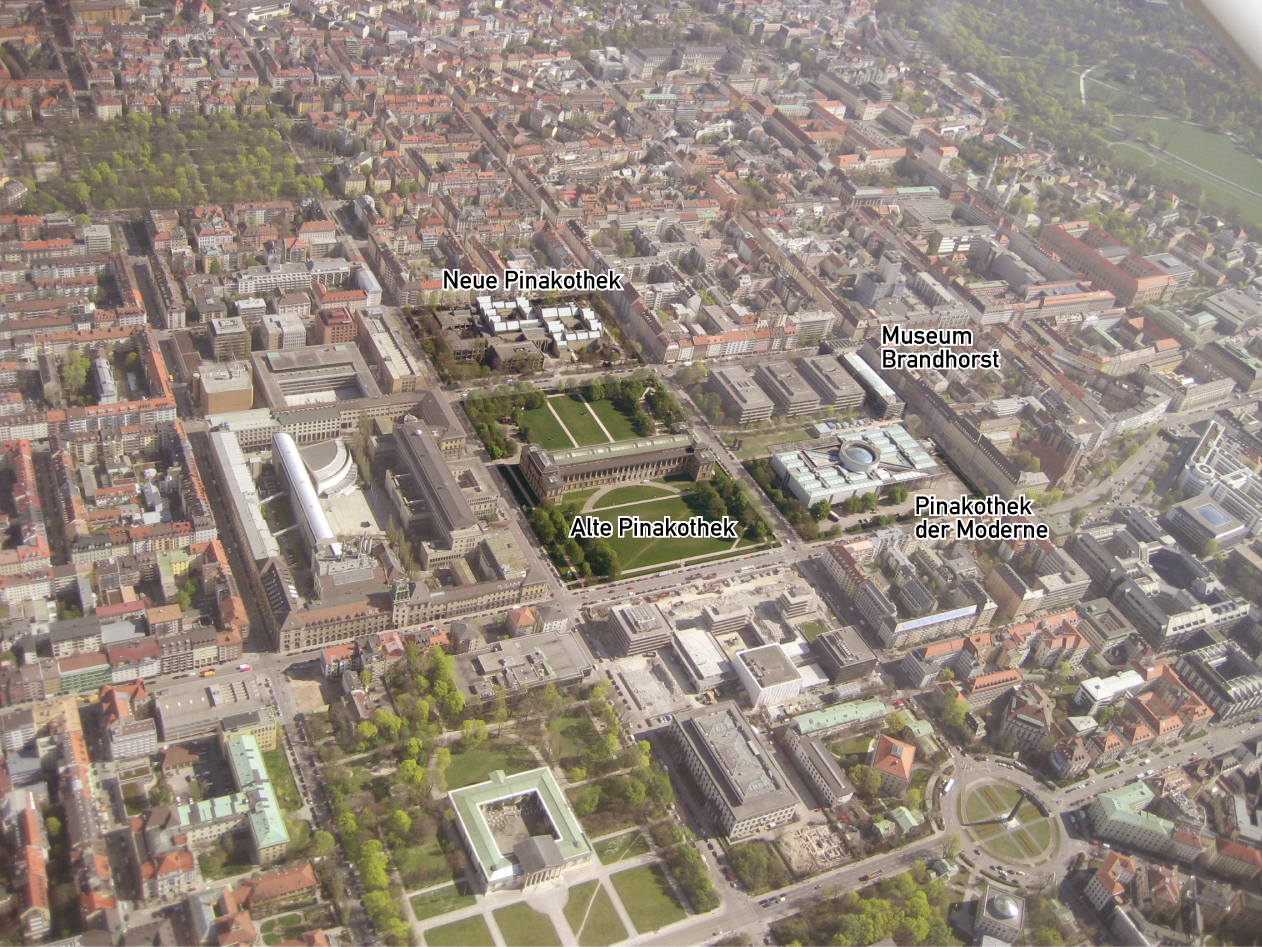
Veduta aerea del Kunstareal

Il Kunstareal è un'area all'interno del quartiere di Maxvorstadt di Monaco di Baviera con una massima concentrazione di musei.

## Caratteristiche
Vi si trovano tre pinacoteche (Pinacoteca Vecchia, Pinacoteca Nuova e Pinacoteca dell'Arte Moderna), la Gliptoteca, le Staatliche Antikensammlungen (entrambi i musei sono specializzati in arte greca e romana), il Lenbachhaus (impressionismo, espressionismo e Art Nouveau), il Brandhorstmuseum  (una collezione di arte contemporanea), il museo "Regno dei Cristalli", il  Museo Egizio di Monaco di Baviera.

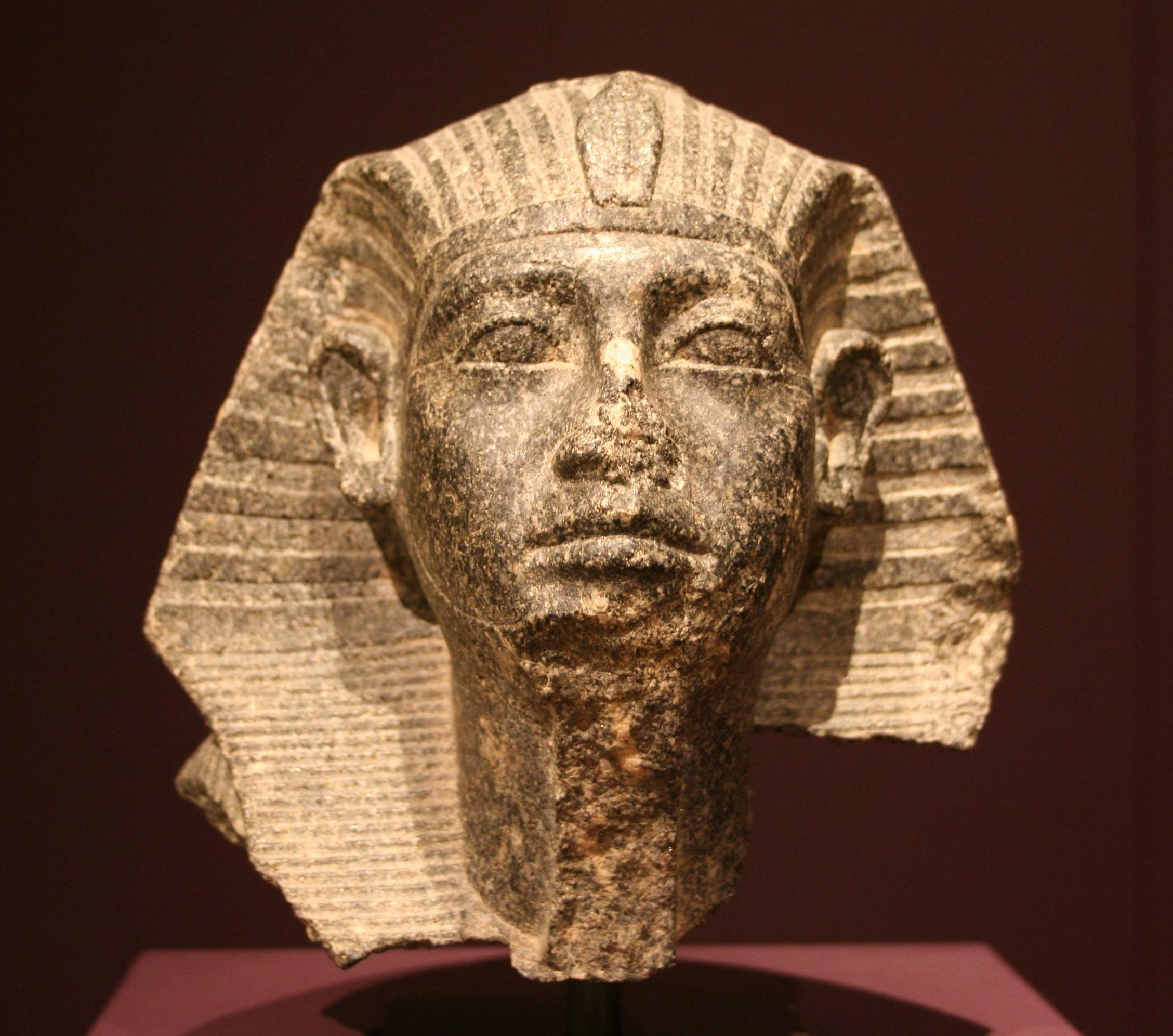
Museo Egizio - Sfinge di Sesostris III
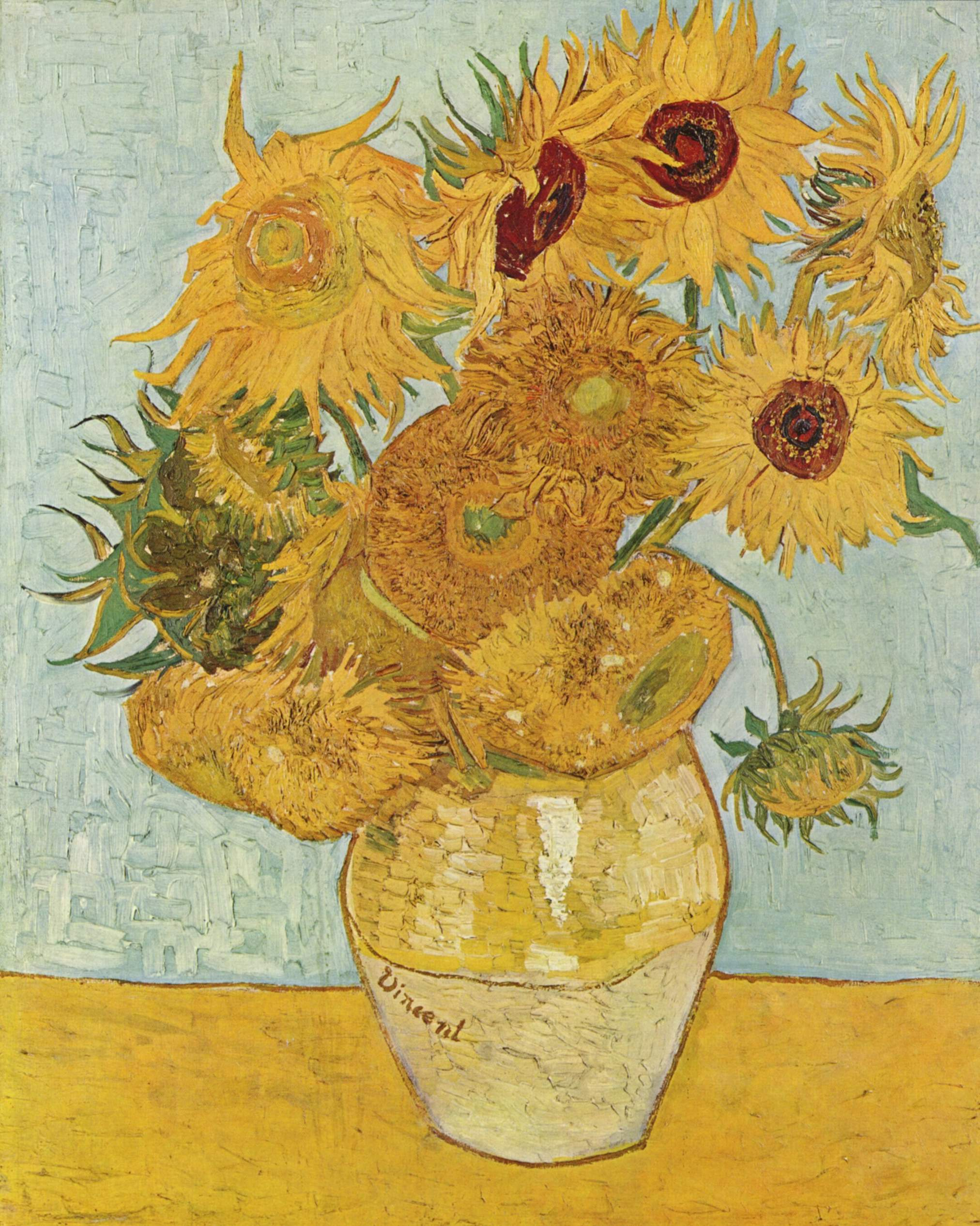
"I girasoli" - Vincent van Gogh
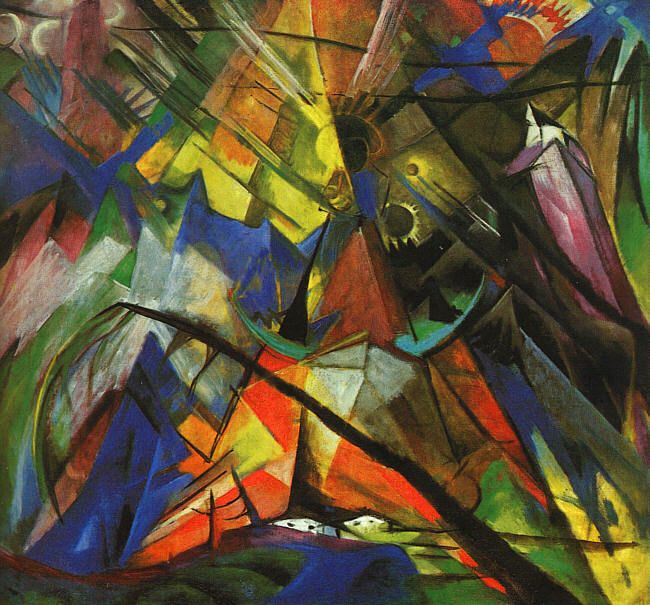
Franz Marc, Tirol (1914)
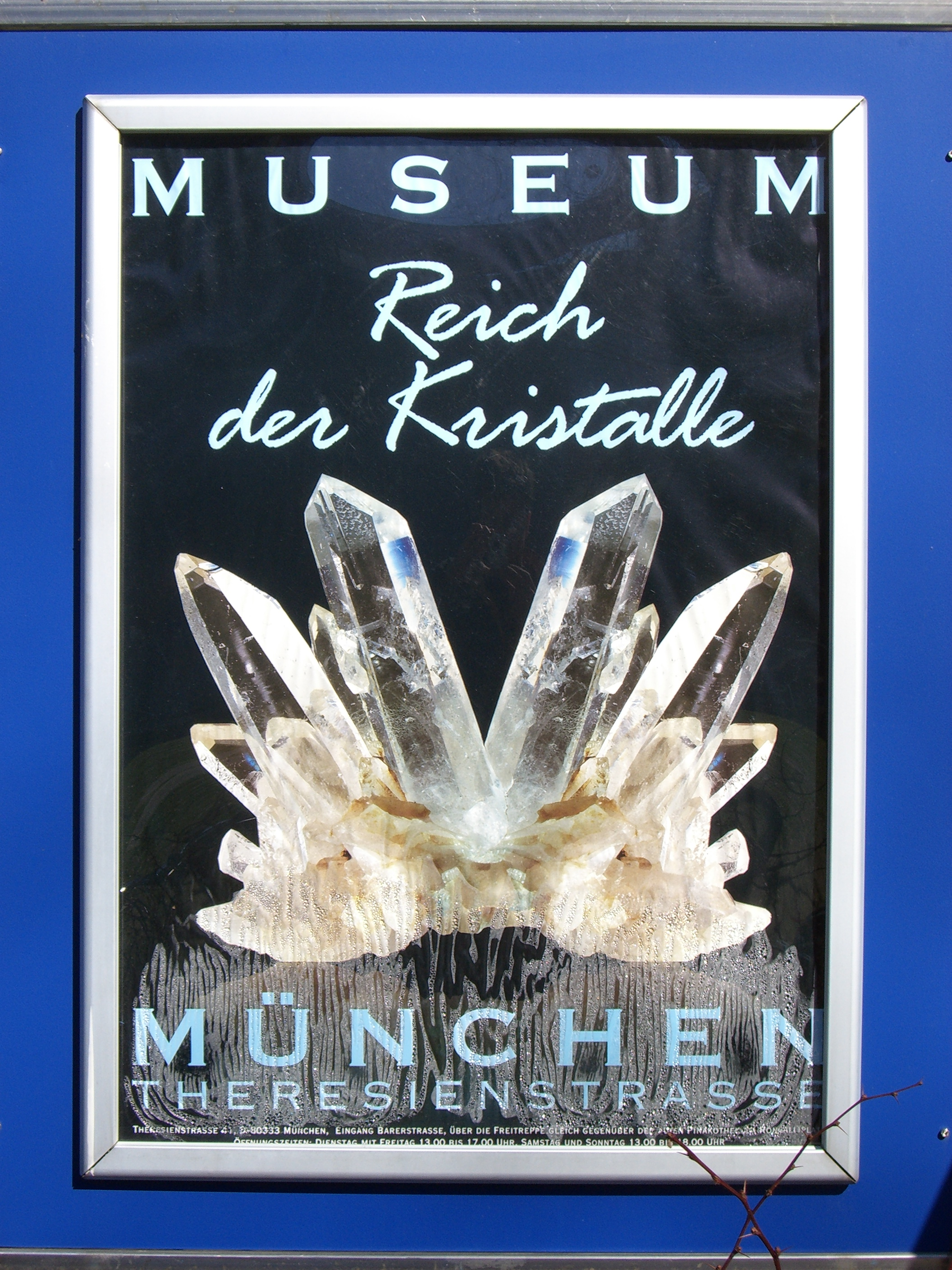
Il Museo Regno dei Cristalli
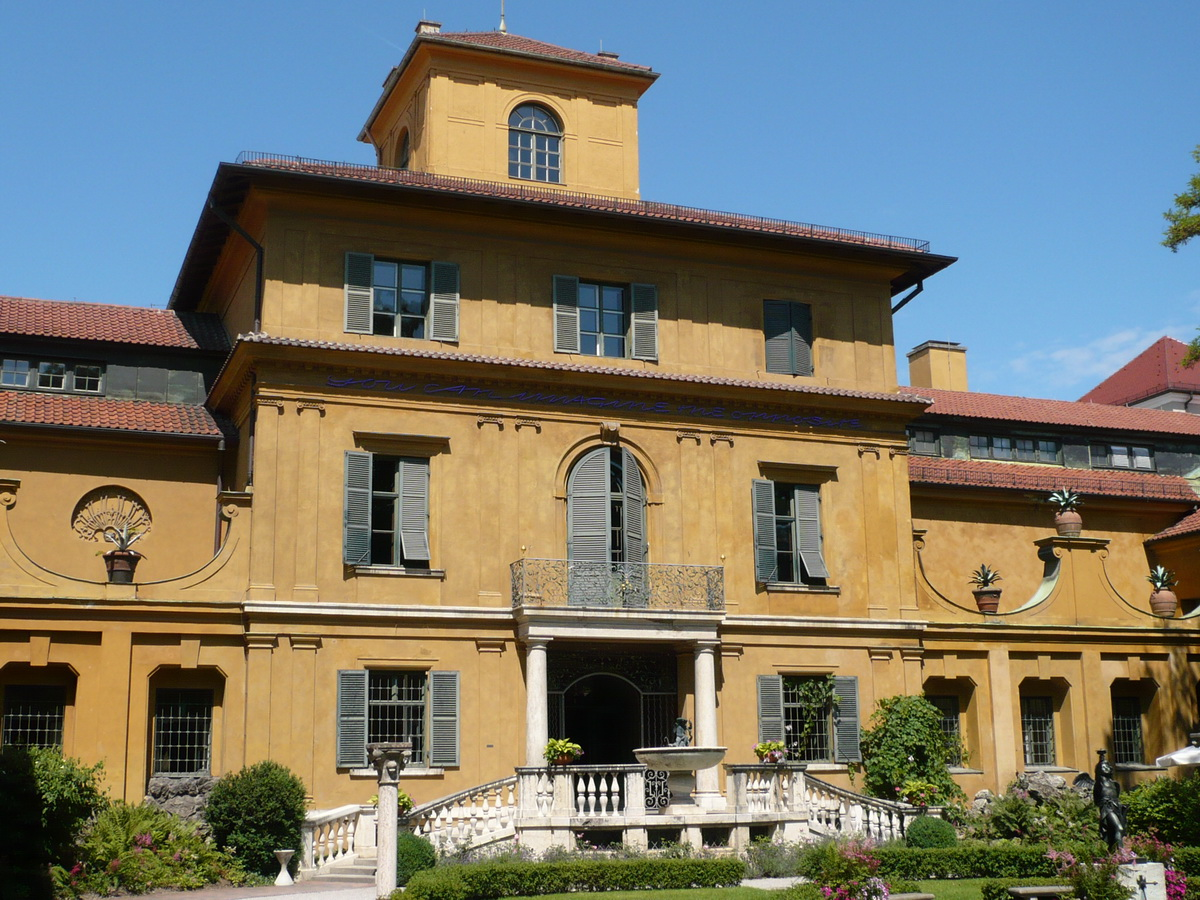
Il museo Lenbachhaus (entrata storica)
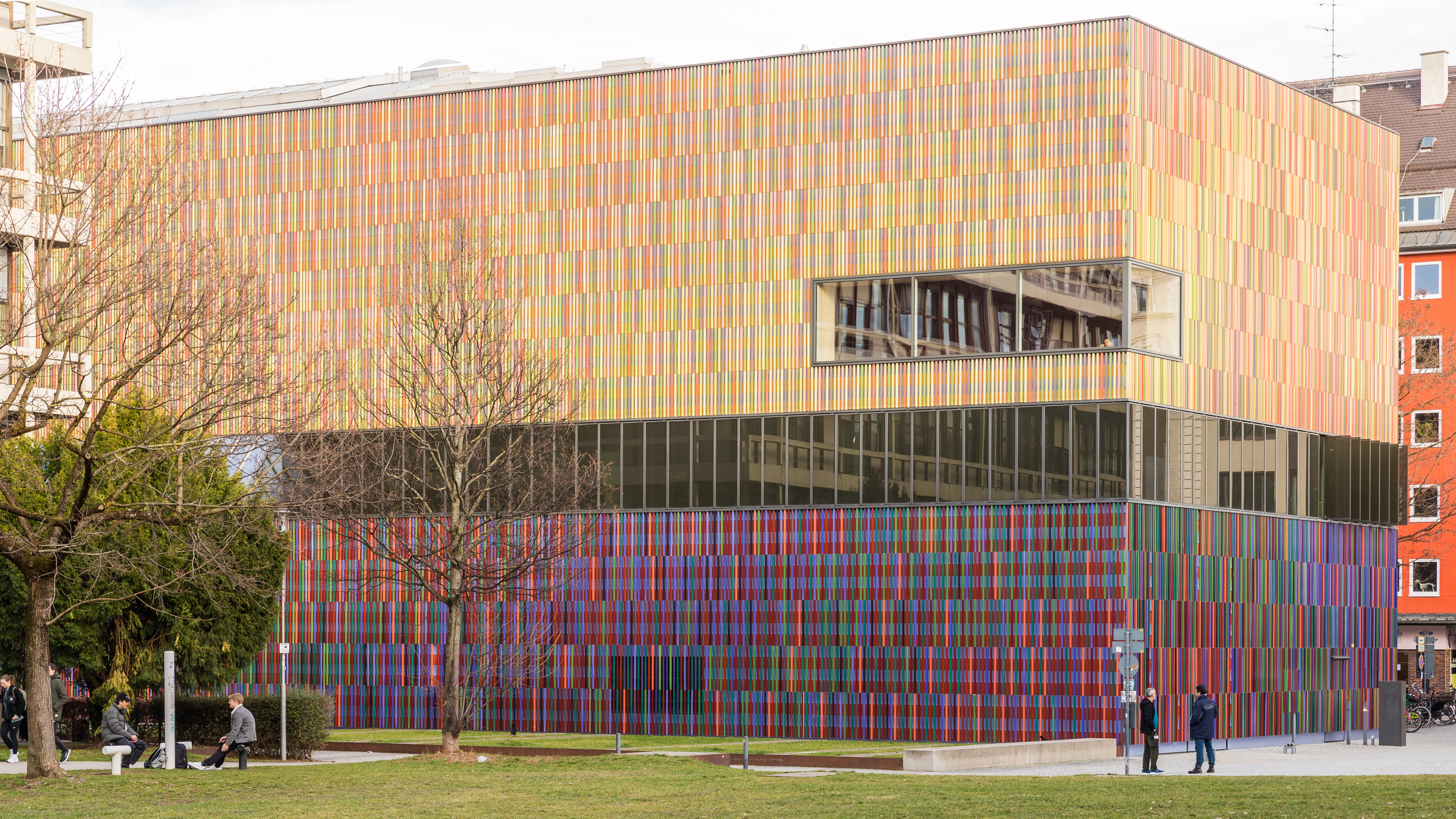
Museo Brandhorst facciata
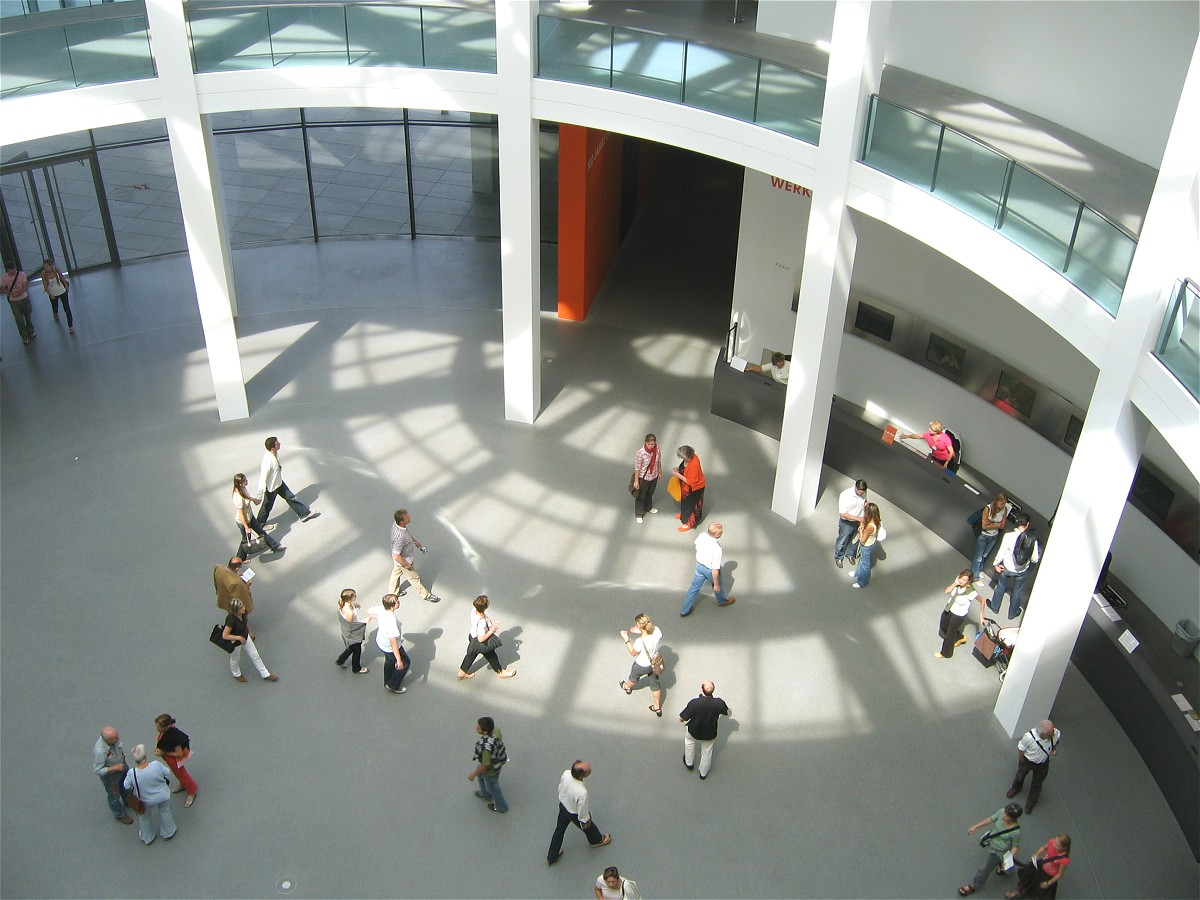
Pinacoteca dell'Arte Moderna
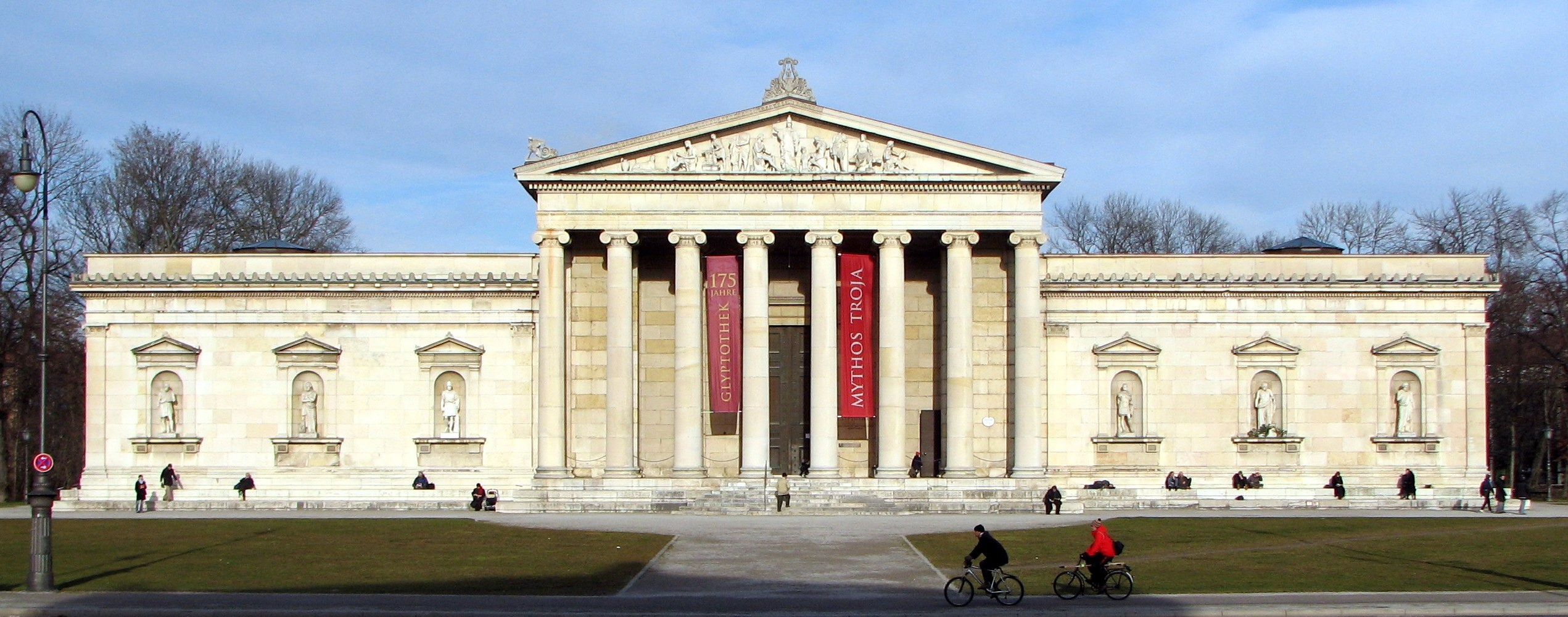
La Gliptoteca (Monaco di Baviera)